# Tassazione separata
Per tassazione separata si intende un regime speciale di tassazione applicato a determinate categorie di redditi che, sebbene si contraddistinguano per maturare in più anni, vengono imputati in un unico periodo d’imposta, assumendo rilevanza fiscale in un solo momento. L’elenco dei redditi sottoponibili a questo tipo di regime è presente all’articolo 17 comma 1 del Testo unico delle imposte sui redditi (TUIR). Il modo per determinare concretamente l'imposta è invece disciplinato agli articoli dal 19 al 21. A livello sistematico, le categorie di reddito a tassazione separata possono essere suddivise in due macro-gruppi: nel primo sono ricompresi i redditi “derivanti dalla cessazione di un’attività lavorativa”, mentre il secondo comprende quelli “a formazione pluriennale che scaturiscono da accadimenti di natura straordinaria".

## Natura e caratteristiche dell'agevolazione
Questo particolare regime di tassazione trova la sua ratio nell'esigenza di rendere meno gravosa per il contribuente la progressività della tassazione ordinaria: l’aggettivo “separata” si riferisce proprio al fatto che alcuni redditi, sebbene soggetti a Imposta sul reddito delle persone fisiche, non contribuiscono a formare il reddito complessivo, ma vengono tassati con un’aliquota distinta e secondo regole speciali.
Dato che la tassazione separata rappresenta una scelta di favore del legislatore nei confronti del contribuente, quest’ultimo ha la possibilità di optare per il regime ordinario nel momento in cui presenta la dichiarazione dei redditi, qualora risulti concretamente più favorevole: questa scelta deve avvenire espressamente nella dichiarazione dei redditi relativa al periodo d’imposta in cui ha avuto inizio la percezione, come stabilito dall’art. 17 comma 3 del TUIR. Vi sono, però, dei casi in cui la tassazione separata risulta essere obbligatoria, e quindi a prescindere da una diversa volontà del contribuente: l'esempio più emblematico è quello del Trattamento di fine rapporto.
I redditi principali soggetti al regime di tassazione separata sono:
- TFR
- Emolumenti arretrati
- Indennità percepite per cessazione di rapporti di Contratto di collaborazione coordinata e continuativa
- Plusvalenze
- Indennità a titolo di risarcimento
- Eredità

Riguardo a questo elenco, occorre evidenziare l’esistenza di un contrasto in dottrina tra chi reputa che esso abbia carattere tassativo e chi invece ritiene ragionevole ammettere un’interpretazione estensiva dello stesso.
Questo istituto tributario mira a garantire una maggiore equità, evitando che redditi maturati su più anni, ma imputati a un unico periodo d’imposta, siano sottoposti ad aliquote sproporzionate rispetto alla reale capacità contributiva del contribuente.

## TFR e indennità equipollenti
L’art. 17, comma 1, lett. a) del TUIR disciplina i redditi percepiti in caso di cessazione di un rapporto di lavoro dipendente, includendo il trattamento di fine rapporto (TFR) di cui all’art. 2120 c.c., le indennità equivalenti proporzionate alla durata del rapporto di lavoro, e altre indennità corrisposte una tantum.
Il TFR, introdotto dalla legge n. 297/1982, è un’indennità dovuta dal datore di lavoro al termine del rapporto di lavoro, indipendentemente dalla causa. Questo istituto ha sostituito l’indennità di anzianità, che calcolava la liquidazione in base all’ultima retribuzione moltiplicata per gli anni di servizio.
Costituendo una forma di retribuzione differita, il TFR viene accumulato durante il periodo lavorativo e liquidato al termine del rapporto.
Non è previsto un termine fisso per il pagamento del TFR, ma si considera ragionevole un versamento tra i 30 e i 45 giorni dalla cessazione del rapporto di lavoro. La somma può essere erogata in un’unica soluzione se l’importo è inferiore a 50.000 euro, in due rate annuali per importi tra 50.000 e 100.000 euro, e in tre rate se pari o superiore a 100.000 euro.
L’art. 2120 c.c., aggiornato nel 2024, stabilisce il diritto del lavoratore subordinato al TFR alla cessazione del rapporto di lavoro, indipendentemente dalla causa (comma 1). Il calcolo del TFR prevede che, per ciascun anno di servizio, il lavoratore abbia diritto ad una quota pari alla retribuzione annua divisa per 13,5 (comma 2). Inoltre, il TFR è soggetto a rivalutazione per preservare il potere d’acquisto e proteggere dall’inflazione le somme accumulate (comma 3). Dal comma 6 al comma 11, l’articolo disciplina il diritto del lavoratore, con almeno otto anni di servizio presso lo stesso datore di lavoro, di richiedere un’anticipazione del TFR, fino al 70% dell’importo maturato. Tale anticipazione può essere richiesta una sola volta e viene detratta dall’importo finale.
La legge n. 297/1982 stabilisce il TFR come trattamento sostanziale dovuto alla cessazione del rapporto di lavoro per tutte le categorie di lavoratori subordinati, ad eccezione dei dipendenti pubblici. Con il D.P.C.M. del 20 dicembre 1999, modificato dal D.P.C.M. del 2 marzo 2001, il TFR è stato esteso anche ai dipendenti pubblici assunti con contratto a tempo determinato a partire dal 30 maggio 2000 e a quelli assunti a tempo indeterminato dal 1º gennaio 2001.
L’art. 2 della legge n. 297/1982 ha istituito un Fondo di Garanzia Nazionale presso l'INPS per garantire il pagamento del TFR ai lavoratori in caso di inadempimento del datore di lavoro. L'intervento del fondo è regolato dall'art. 5 del d.lgs. n. 80/1992, che prevede l'accesso al fondo per il pagamento del TFR e altri crediti di lavoro subordinato in caso di insolvenza del datore di lavoro, purché vi sia un credito accertato.
Con la riforma della previdenza complementare, ai lavoratori è stata offerta la possibilità di destinare il TFR a fondi pensionistici complementari, tramite un meccanismo di silenzio-assenso. La Legge Finanziaria 2007 ha stabilito che i lavoratori debbano decidere, entro sei mesi, se mantenere il TFR secondo le modalità tradizionali o destinarlo ai fondi pensione. In caso di mancata comunicazione, il TFR viene automaticamente trasferito ai fondi pensionistici.
Infine, l'aprile 1942&art.progressivo=0 art. 2122 c.c. prevede che, in caso di decesso del lavoratore, il TFR venga destinato al coniuge, ai figli e, se conviventi a carico, ai parenti entro il terzo grado e agli affini entro il secondo. Tale diritto si estende anche alla parte dell'unione civile in caso del decesso del lavoratore.
Oltre al trattamento di fine rapporto (TFR), l'art. 17, comma 1, lettera a) del TUIR menziona le "indennità equipollenti", ossia le indennità spettanti ai dipendenti pubblici, commisurate alla durata dei rapporti di lavoro e regolate da norme legislative e/o regolamenti. La Legge n. 449/1997 ha introdotto la possibilità per i dipendenti pubblici di convertire l'indennità di fine servizio in TFR, allo scopo di favorire la previdenza complementare. Nel caso di tale conversione, i diritti maturati fino al momento dell'opzione restano indennità equipollenti e sono tassati come tali, mentre i contributi successivi sono considerati TFR e tassati secondo le relative normative.

## Emolumenti arretrati
L’art. 17, comma 1, lett. b) del TUIR sottopone a tassazione separata gli “emolumenti arretrati per prestazioni di lavoro dipendente riferibili ad anni precedenti, percepiti per effetto di leggi, di contratti collettivi, di sentenze o di atti amministrativi sopravvenuti o per altre cause non dipendenti dalla volontà delle parti, compresi i compensi e le indennità di cui al comma 1 dell'articolo 50 e al comma 2 dell'articolo 49”.
Questa disposizione ha subito sostituzioni e modifiche nel corso del tempo, intervenute per risolvere contrasti dottrinali e giurisprudenziali relativi alla sua interpretazione. L’iniziale formulazione dell'articolo sottoponeva a tassazione separata “emolumenti arretrati relativi ad anni precedenti percepiti per prestazioni di lavoro dipendente, compresi i compensi e le indennità di cui alle lettere a) e g) del comma 1 dell'articolo 47 e le pensioni e gli assegni di cui al comma 2 dell'articolo 46”. Per quanto riguarda questa disciplina, in vigore fino al 1995, l’Amministrazione Finanziaria aveva precisato che per “arretrati” dovessero intendersi tutte quelle somme che per effetto di leggi, contratti, sentenze, promozioni, cambiamenti di qualifica o altro titolo similare sono corrisposte per anni precedenti a quello in cui vengono percepite. Rimanevano quindi fuori dal sistema di tassazione separata quegli emolumenti la cui ritardata percezione non trova giustificazione in uno degli anzidetti titoli. Tutto ciò era stato puntualizzato al fine di non permettere l’uso di tale norma come strumento elusivo. Analizzando una serie di risoluzioni adottate dal Ministero delle Finanze, era possibile individuare un elenco di fattispecie che rispettassero i criteri sopra indicati e alle quali fosse possibile applicare la tassazione separata.
L’orientamento appena esposto, frutto dell’elaborazione da parte dell’Amministrazione Finanziaria, è stato tuttavia criticato da dottrina e giurisprudenza. In particolare, è stata rilevata una notevole difficoltà nel distinguere gli emolumenti la cui ritardata percezione dipenda da leggi, contratti, sentenze, promozioni, cambiamenti di qualifica, ecc. da quelli la cui ritardata percezione sia causata da un diverso motivo. Per tale motivo nel 1995 la disposizione è stata modificata, cristallizzando in questo modo nella norma ciò che già si era affermato tramite la prassi amministrativa e nelle aule di giustizia, e rendendo più chiara la portata della stessa. Nella relazione illustrativa di tale legge si è precisato che le situazioni rilevanti per l’applicazione della tassazione separata sono due:
1. Quelle di carattere giuridico, che consistono nel sopraggiungere di norme legislative, di sentenze o di provvedimenti amministrativi, ai quali è sicuramente estranea l’ipotesi di un accordo tra le parti in ordine ad un rinvio del tutto strumentale nel pagamento delle somme spettanti.
2. Quelle consistenti in oggettive situazioni di fatto, che impediscono il pagamento delle somme riconosciute come spettanti, entro i limiti di tempo ordinariamente adottati dalla generalità dei sostituti d’imposta.
L’Amministrazione Finanziaria, con una serie di risoluzioni e circolari, ha inoltre ribadito che “l’applicazione del regime di tassazione separata deve escludersi ogni qualvolta la corresponsione degli emolumenti in un periodo d’imposta successivo deve considerarsi fisiologica rispetto ai tempi tecnici occorrenti per l’erogazione degli emolumenti stessi”.
Infine, l’ultima correzione apportata a questa disposizione risale al 1997. Grazie ad essa, possono costituire “arretrati”, in presenza delle condizioni richieste dalla norma, tutte le indennità e le somme di cui al comma 1 dell’art 50 del TUIR, e non come prima i soli redditi assimilati a quelli di lavoro dipendente descritti dalle lettere a) e g) dello stesso comma.

## Indennità percepite per cessazione di rapporti di co.co.co.
Per quanto riguarda i rapporti di collaborazione coordinata e continuativa, l'art. 17, comma 1, lettera c) del TUIR fa un rinvio all’art. 50, il quale individua particolari somme assimilabili ai redditi di lavoro dipendente. Le indennità percepite per la cessazione di questi rapporti sono sottoposte al regime di tassazione separata solo se il diritto all’indennità risulta da un atto di data certa anteriore all’inizio del rapporto. La regola appena esposta non vale, invece, per “le somme e i valori comunque percepiti al netto delle spese legali sostenute, anche se a titolo risarcitorio o nel contesto di procedure esecutive, a seguito di provvedimenti dell’autorità giudiziaria o di transazioni relativi alla risoluzione dei rapporti di collaborazione coordinata e continuativa”; a questi casi, infatti, si applica la tassazione separata indipendentemente dall’esistenza di un atto di data certa anteriore all’inizio del rapporto da cui risulti il diritto all’indennità.
Occorre poi rilevare che “alla quota delle indennità di fine rapporto […], erogate in denaro e in natura, di importo complessivamente eccedente euro 1.000.000 non si applica il regime di tassazione separata […]. Tale importo concorre alla formazione del reddito complessivo”.
Riguardo alla disposizione in esame occorre infine rilevare che, come affermato dalla Corte di Cassazione nel 2015, “l’indennità di fine rapporto corrisposta dall’ENPAM ai medici di medicina generale, a seguito dell’attività prestata per conto dei disciolti enti mutualistici e del servizio sanitario nazionale, rientra tra le indennità di cui TUIR, art. 17, comma 1, lett. c), con conseguente sottoposizione a tassazione separata […]”.

## Plusvalenze
Nel secondo gruppo di casi ai quali si applica il regime di tassazione separata, quello che comprende i redditi che scaturiscono da accadimenti di natura straordinaria, rientrano alcune fattispecie reddituali denominate plusvalenze. L'art. 17 comma 1 TUIR ne contempla diverse ipotesi, di cui di seguito alcuni esempi.

### Le plusvalenze, compreso il valore di avviamento, realizzate mediante cessione a titolo oneroso di aziende possedute da più di cinque anni e redditi conseguiti in dipendenza di liquidazione, anche concorsuale, di imprese commerciali esercitate da più di cinque anni.
L'avviamento è quel valore dell'azienda, espresso in un'autonoma voce di bilancio che deriva da elementi immateriali dell'attività economica (come la reputazione dell'azienda stessa, la clientela fidelizzata, la sua posizione strategica). La volontà di accedere al regime agevolato deve essere resa esplicita nella dichiarazione dei redditi relativa al periodo d’imposta al quale le plusvalenze sarebbero imputabili come componenti del reddito d’impresa, cioè nell'anno in cui maturano e vengono concretamente percepite. Il possesso almeno quinquennale dell'azienda è la condizione necessaria ed essenziale per poter usufruire del regime agevolato. A questo riguardo, una parte della dottrina ritiene che per calcolare il periodo del possesso valga anche il tempo in cui l’azienda sia stata concessa in usufrutto o affitto. Inoltre, dal combinato disposto con l'art.2963 c.c., in tema di prescrizione, emerge che i cinque anni vanno calcolati guardando al giorno in cui l’azienda (cioè i beni considerati unitariamente) è stata acquisita o l’impresa si è costituita e non rileva che, per esempio, un determinato bene sia stato acquistato in un periodo successivo.

#### Metodo di calcolo
```
Per determinare l’imposta a cui sarà soggetta la plusvalenza è necessario innanzitutto calcolare la media del reddito del contribuente nei due periodi d’imposta precedenti a quello di percezione della plusvalenza, dopodiché si dimezza il reddito complessivo ottenuto e si applica l’aliquota corrispondente. Ad esempio: l’ammontare di una plusvalenza maturata è 30.000, il reddito dichiarato l’anno prima è 60.000 e quello ancora prima 80.000. Il reddito complessivo medio del biennio risulta essere 80.000 + 60.000/2 = 70.000. La metà di 70.000 è 35.000. Dunque, alla plusvalenza si applicherà l’aliquota prevista per i 35.000.
```

### Le plusvalenze realizzate a seguito di cessioni a titolo oneroso di terreni suscettibili di utilizzazione edificatoria secondo gli strumenti urbanistici vigenti al momento della cessione
Questa fattispecie reddituale che rientra fiscalmente nella categoria dei redditi diversi, ha preso in considerazione il nuovo concetto di "terreno suscettibile di utilizzazione edificatoria". Il legislatore ha specificato questo denominazione stabilendo che la “natura delle aree” viene determinata in base allo strumento urbanistico adottato dal Comune. Nonostante l'intervento della norma interpretativa, secondo una parte della dottrina rimangono aperti alcuni punti interrogativi sulla edificabilità di fatto, nonché sulla natura delle aree sulle quali sono presenti fabbricati da demolire.

### I corrispettivi percepiti a seguito di cessione della clientela o di elementi immateriali comunque riferibili all'attivita' artistica o professionale, se percepiti in un'unica soluzione
Qui il riferimento è all'art. 54 del TUIR, incentrato proprio sui corrispettivi che derivano dalla cessione della clientela o di altri elementi materiali dell'attività. In questo caso, per accedere all'agevolazione, non è necessario che sussista il possesso almeno quinquennale richiesto invece nella plusvalenza che scaturisce dalla cessazione dell'azienda. Come unica condizione rimane che il corrispettivo venga dato in un'unica soluzione. Come ha specificato l'Agenzia delle entrate, il versamento può anche avvenire in più rate, purché nello stesso periodo d'imposta, affinché venga rispettata la ratio dell'agevolazione della tassazione separata.

## Indennità spettanti a titolo di risarcimento
Sono sottoposti a tassazione separata gli emolumenti percepiti dal contribuente a titolo di lucro cessante e non anche di danno emergente. Un esempio può essere rinvenuto nel caso del risarcimento di danni subiti dal lavoratore in conseguenza del rapporto di lavoro: una consolidata giurisprudenza ha infatti affermato che “tutte le indennità conseguite dal lavoratore a titolo di risarcimento dei danni consistenti nella perdita di redditi, e quindi, tutte le indennità aventi causa o che traggono origine dal rapporto di lavoro, costituiscono redditi da lavoro dipendente e come tali sono assoggettati a tassazione separata ed a ritenuta d'acconto"
È necessario che l’indennità venga erogata a fronte di una perdita di redditi relativi a più anni: se la perdita del reddito è relativa ad un solo anno, il contribuente non potrà fruire del regime. Come stabilito dall’art. 6 del TUIR, sono esclusi dalla tassazione i redditi dipendenti da invalidità permanente o da morte.

## Eredità
L’art. 21 del TUIR include tra i redditi soggetti a regime di tassazione separata quelli che attengono all’eredità: in questo modo si vuole impedire che i redditi prodotti dal de cuius confluiscano nei redditi complessivi percepiti dagli eredi, formando quindi oggetto di tassazione ordinaria. Da ciò si evince che i redditi prodotti direttamente dagli eredi non possono essere soggetti al regime di tassazione separata, perché ne verrebbe meno la ratio di applicazione. Il comma 3 dell’art. 7 TUIR spiega infatti che “in caso di morte dell’avente diritto i redditi che secondo le disposizioni relative alla categoria di appartenenza sono imputabili al periodo di imposta in cui sono percepiti, determinati a norma delle disposizioni stesse, sono tassati separatamente a norma degli articoli 17 e 18 […] nei confronti degli eredi e dei legatari che li hanno percepiti”.
Come detto precedentemente, il regime della tassazione separata può essere obbligatorio o facoltativo. L’eredità appartiene alla seconda categoria, dal momento che erede e legatario hanno la facoltà di optare per la tassazione ordinaria. Questa scelta deve avvenire, però, espressamente nella dichiarazione dei redditi relativa al periodo d’imposta in cui ha avuto inizio la percezione, come stabilito dall’art. 17 comma 3 del TUIR, ma solamente in relazione ai redditi elencati tra le lettere d) e n-bis) del comma 1, purché non conseguiti nell’esercizio di imprese commerciali. Una diversa disciplina si applica alle lettere a), b), c) e c-bis), poiché sono gli uffici finanziari a provvedere alla riliquidazione se ritengono che per l’erede o il legatario sia più favorevole far concorrere i redditi alla formazione del reddito complessivo dell’anno in cui sono percepiti.
Per calcolare l'importo dovuto mediante il regime della tassazione separata, l’imposta dovuta da ciascun erede o legatario “è determinata applicando, all'ammontare percepito, diminuito della quota dell'imposta sulle successioni proporzionale al credito indicato nella relativa dichiarazione, l’aliquota corrispondente alla metà del suo reddito complessivo netto nel biennio anteriore all'anno in cui si è aperta la successione”.